# Get Wild
Get Wild a fost primul single lansat în 1995 de pe albumul Exodus al formației New Power Generation. Piesa este pur funk, amintind de legende funk, cum ar fi Parliament și Funkadelic.